# WWE Heat
WWE Heat, noto come WWF Sunday Night Heat fino al 2001, è un programma televisivo di wrestling statunitense prodotto dalla World Wrestling Federation/Entertainment, dal 2 agosto 1998 al 30 maggio 2008.
Dal 2005 al 2008 è stato trasmesso in webcast sul sito ufficiale della WWE, mentre in precedenza era andato in onda su USA Network (dal 1998 al 2000), MTV (dal 2000 al 2003) e Spike TV (dal 2003 al 2005). In Italia era programmato per il martedì sera sul canale Sky Sport 2 con il commento di Luca Franchini e Michele Posa.
Nel giugno del 2008 la WWE comunicò che Heat non sarebbe stato più trasmesso e al suo posto iniziò a mandare in onda il programma WWE Classics on Demand.

## Commentatori
| Commentatori      | Periodo   |
| ----------------- | --------- |
| Shane McMahon     | 1998-2000 |
| Jim Cornette      | 1998-1999 |
| Michael Cole      | 1998-2002 |
| Kevin Kelly       | 1998-2000 |
| Terry Taylor      | 1999      |
| Tazz              | 2000-2001 |
| Jonathan Coachman | 2001-2007 |
| Raven             | 2001-2002 |
| Al Snow           | 2001-2004 |
| Michael Hayes     | 1999-2002 |
| D'Lo Brown        | 2002-2003 |
| Lita              | 2002-2003 |
| Todd Grisham      | 2004-2008 |
| Ivory             | 2004-2005 |
| Tommy Dreamer     | 2006      |
| Joey Styles       | 2006      |
| Jim Ross          | 2006      |
| Steve Romero      | 2006      |
| Jack Korpela      | 2007-2008 |
| Josh Mathews      | 2007-2008 |